# Xenicibis xympithecus
Xenicibis xympithecus é uma espécia de ave, atualmente extinta, do tamanho de uma galinha e que viveu na Jamaica até cerca de 10 mil anos atrás.